# Hipoxantină
Hipoxantina este un compus organic, derivat de purină, fiind un constituent al unor acizi nucleici (mai exact este prezent în anticodon-ul ARN-ului de transfer ca parte din nucleozida denumită inozină).